# 真坂はづき
真坂 はづき（まさか はづき、1991年2月18日 - ）は、秋田県秋田市出身。秋田県を中心に活動するローカルタレント。主にラジオ番組のパーソナリティとして活躍している。令和2年4月18日よりyoutuber デビュー。ローカル紙にも登場。

## 出演番組
現在
- FM秋田「気分屋食堂」（金曜 13:30 - 15:55・中継など）
- 秋田朝日放送「サタナビっ!」（土曜 9:30 - 11:00・中継）
- FM秋田「ぐっとらっくん」（月曜 7:50 - 7:55）
- FM秋田「mix」 月曜rug mix担当（月～木曜15:00 - 17:55）
- FM秋田「秋田林業ホームPresents アイフルホームの勝手口トーク」（水曜 17:55～18:00）

過去
- FM秋田「ハナキン桜庭編集部」(2009年4月3日 - 2021年3月26日、金曜 18:00 - 18:55・隔週出演)
- FM秋田「すっぴん☆」(2011年4月6日 - 9月28日、水曜 18:00 - 18:55)
- FM秋田「ハナキンBONUS TRACK」(2011年4月1日- 12月30日、金曜 19:00 - 19:55・隔週出演)
- FM秋田「Ex超兄貴」(火曜 20:00 - 21:55)
- FM秋田「DODA MAX50」（2009年4月2日 - 2011年3月、木曜18:00 - 18:55）
- FM秋田「秋田5時55分だよ!深川先生ー!」（木曜 17:55 - 18:00）
- 秋田テレビ「げつ→きん420」（月曜 - 金曜 16:20 - 16:50・月曜コメンテーター）